# Théâtre de la Michodière

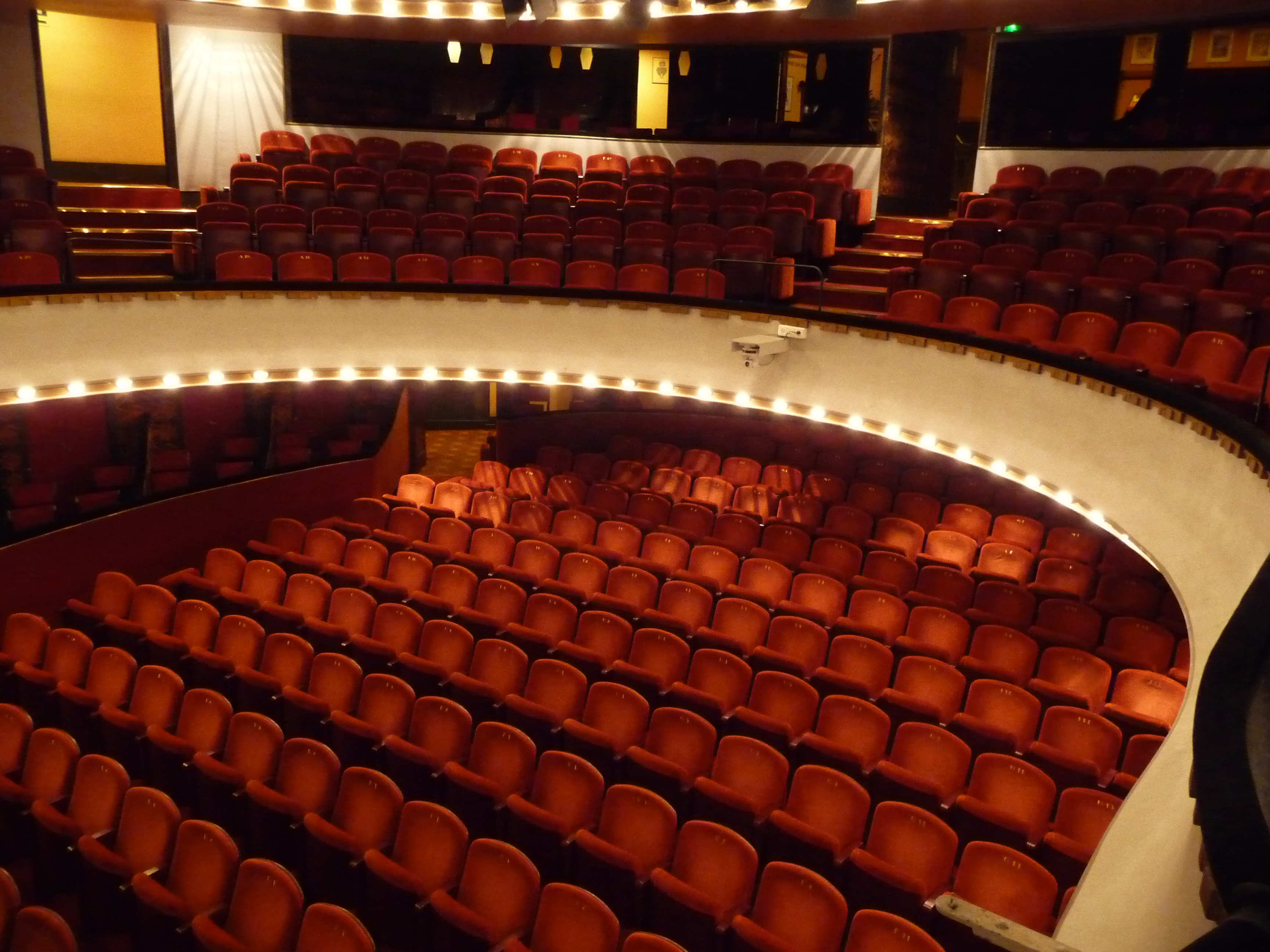
La sala del Théâtre de la Michodière.

El Théâtre de la Michodière és una sala de teatre i d'espectacles situada en el número 4 bis de carrer de la Michodière, dins del 2n districte de París.
L'any 1925 s'alça un teatre d'estil art déco sota les ordres de l'arquitecte Auguste Bluysen i decorat per Jacques-Émile Ruhlmann. La sala, de color vermell, pot acullir fins a 900 espectadors. Inaugurada el 16 de novembre de 1925 sota la batuta de Gustave Quinson, és dirigida des de 1927 pels actors Victor Boucher, Yvonne Printemps, Pierre Fresnay, François Périer, tot representant-hi obres d'Édouard Bourdet, André Roussin, Jean Anouilh, Marcel Achard ou Françoise Dorin.
Aquesta sala s'ha especialitzat en obres de bulevard.

## Estrenes
- 1925. L'infidèle éperdu de Jacques Natanson.
- 1948. Les oeufs d'autruche d'André Roussin.
- 1948, K.M.X de Jacques Deval.
- 1950. Bobosse d'André Roussin.
- 1951. Le moulin de la Galette de Marcel Achard.
- 1952. Un beau dimanche de Jean-Pierre Aumont.
- 1953. Ciel de lit de Jean de Hartog.
- 1954. Les Cyclones de Jules Roy.
- 1956. Le séducteur de Diégo Fabbri.
- 1960. Gog et Magog de Ted Mac-Dougall-Allan.
- 1963. Le neveu de Rameau de Denis Diderot
- 1970. Une poignée d'orties de Marc-Gilbert Sauvajon.
- 1979/80. Coup de chapeau de Bernard Slade, adaptació de Pierre Barillet i Jean-Pierre Grédy.
- 1988. Ma cousine de Varsovie de Georges Berr i Louis Verneuil.
- 1989. Pâquerette de Claude Magnier.
- 1992. La puce à l'oreille de Georges Feydeau.
- 1995. Le Surbook de Danielle Ryan i Jean-François Champion.
- 1995. Le vison voyageur de Ray Cooney i John Chapman.
- 1996. Un grand cri d'amour de Josiane Balasko.
- 1996. Ciel, ma mère de Clive Exton, adaptació de Michèle Laroque i Dominique Deschamps.
- 1997. Les branquignol de Robert Dhery i Colette Brosset.
- 1997. Espèces menacées de Ray Cooney.
- 1997. Les palmes de monsieur Schultz de Jean-Noël Fenwick.
- 2000. Moi, mais en mieux! de Jean-Noël Fenwick
- 2001/03. Impair et père de Ray Cooney, adaptació de Stewart Vaughan i Jean-Christophe Barc.
- 2003. Tout bascule d'Olivier Lejeune.
- 2003. Un homme parfait de Michel Thibaud.
- 2004. L'éloge de ma paresse de Maria Pacôme.
- 2004. Ciel mon Feydeau de Georges Feydeau, adaptació d'Anthéa Sogno.
- 2004/05. Le Canard à l'orange de William Douglas-Home, adaptació de Marc-Gilbert Sauvajon.
- 2005/06. Stationnement Alterné de Ray Cooney, adaptació de Stewart Vaughan i Jean-Christophe Barc.
- 2006/07. Délit de Fuites de Jean-Claude Islert.
- 2007/09. Chat et Souris de Ray Cooney, adaptació de Stewart Vaughan i Jean-Christophe Barc.
- 2009. Goodbye Charlie de George Axelrod, adaptació de Dominique Deschamps i Didier Caron.
- 2009/10. Désiré de Sacha Guitry.
- 2010. À deux lits du delit de Derek Benfield, adaptació de Stewart Vaughan i Jean-Christophe Barc.
- 2011 : De filles en aiguilles de Robin Hawdon, adaptació de Stewart Vaughan i Jean-Christophe Barc,
- 2012 : Plein la Vue de Jean Franco i Guillaume Mélanie,
- 2012 : Occupe Toi d'Amélie ! de Georges Feydeau
- 2013 : Coup de sangria d'Eric Chappell, adaptació de Stewart Vaughan i Jean-Christophe Barc,
- 2014 : Hollywood de Ron Hutchinson